# رابرت ویلیامز (هندسه‌دان)
رابرت ویلیامز (انگلیسی: Robert Williams؛ زادهٔ ۱۹۴۲) طراح، ریاضی‌دان و معمار آمریکایی است.